# Telecine
TeleCine (TC) er navnet på en maskine til overspilning af film til videoformat, der derefter kan anvendes til tv eller gemmes på f.eks. videobånd eller DVD. Den skanner hvert filmbillede ind og samler dem til en videofilm. Telecine konverterer også biografstrimlens 24 billeder i sekundet til tv's 25 billeder i sekundet, ved at speede hastigheden 4 % op, hvilket giver en toneændring på omtrent en halv tone, som derefter ændres ved en pitchshifter. 
Det er dog muligt at bevare biograffilmens hastighed så f.eks. musicals ikke ødelægges ved at blive speedet 4 % op. Dette anvendes dog ret sjældent da de ved f.eks. panoreringer giver en smule hakken.